# La Côte-Saint-André
La Côte-Saint-André là một xã thuộc tỉnh Isère, vùng Rhône-Alpes đông nam nước Pháp. Xã này nằm ở khu vực có độ cao từ 335-582 mét trên mực nước biển.

## Người dân nổi bật
- Hector Berlioz sinh ra ở đây.